# 伊勢物語拾穂抄
『伊勢物語拾穂抄』（いせものがたりしゅうすいしょう）は、北村季吟による『伊勢物語』の注釈書。刊行は延宝8年（1680年）だが、寛文3年（1663年）以前には成立していた。細川幽斎の『伊勢物語闕疑抄』と師匠である松永貞徳の説を中心に、『伊勢物語愚見抄』、『伊勢物語肖聞抄』、『伊勢物語惟清抄』などを取捨選択し、そこに愚案として北村季吟自身の説を記した諸注集成である。『源氏物語湖月抄』や『枕草子春曙抄』などと同じく、本文をすべて掲げ、そこに頭注、傍注などを施したものである。